# اريك نورتن
اريك نورتن (5 ديسمبر 1919 في جنوب أفريقيا - 23 فبراير 2004 في جنوب أفريقيا) (بالإنجليزية: Eric Norton)‏ هو لاعب كريكت جنوب أفريقي. شارك مع منتخب جنوب أفريقيا الوطني للكريكت.

## وصلات خارجية
- اريك نورتن على موقع إي آس بي آن كريك إنفو (الإنجليزية)